# Wu (stat)
Denna artikel handlar om den kinesiska staten under vår- och höstperioden i Kinas historia. För staten under De tre kungadömena, se Östra Wu. För staten under De fem dynastierna och De tio rikena, se Wu (De tio rikena). För andra betydelser, se Wu.
Wu var en stat under vår- och höstperioden från 722 till 481 f.Kr. i Kinas historia. Den låg vid floden Yangtzes (även Changjiang) mynning öster om staten Chu. Dess huvudstad var Suzhou och den har av äldre kinesiska historiker ansetts som en barbarstat.
Enligt Sima Qian, sade sig Wus härskare vara ättlingar till Taibo, kung Wens av Zhou äldre farbror. Då han insåg att hans yngre bror Jili var klokare än han och därför borde få ärva tronen ska Taibo ha flytt till Wu och slagit sig ner där. Tre generationer senare besegrade kung Wu av Zhou den siste Yinkejsaren och lade under sig Taibos ättlingar i Wu.
Staten Jin hjälpte Wu i maktkampen, som en användbar allierad mot Chu. 584 f.Kr. gjorde Wu uppror mot Chu; handlingen inträffade efter att ha dragits igång av Wuchen, en Jinminister, som hade hoppat av från Chu.
Från och med då utgjorde Wu ett ständigt hot mot Chu, ända till dess undergång. Wu underhöll förhållandet till Chus vasaller i Yangtzeområdet, för att försvaga stödet för Chu. 506 f.Kr., inledde Wu ett överraskningsanfall och erövrade Chus huvudstad. Efter detta var Wu en kort tid den mäktigaste staten och genomförde även andra fälttåg, där man bland annat besegrade staten Qi 484 f.Kr.
Ironiskt nog blev Wu sedermera hotat av en uppstickarstat i söder, nämligen Yue; staten Chu understödde Yues väg till makten som en motvikt mot Wu. Trots att Wu vann en stor seger över Yue 494 f.Kr. lyckades man därifrån dock inte helt underkuva Yue, delvis beroende på, att Yue hade mutat en viktig Wuminister. Medan Wu var upptaget med ett fälttåg i norr inledde Yue ett överraskningsanfall mot Wu 482 f.Kr. och erövrade dess huvudstad. Till slut erövrade Yue hela Wu 473 f.Kr.
Ledarna för Yue och Wu var kungar och inte hertigar, eftersom de ansågs som "barbarstater" och inte ställde sig under Zhouhovets beskydd. Dessa stater var också ledande inom metallurgi, tillverkandet av utmärkta svärd med inristade meddelanden, geometriska mönster och inläggningar av guld eller silver. Här märks bland andra kung Fuchais spjut eller prins Guangs svärd.

## Möjlig sammankoppling med det gamla Japan

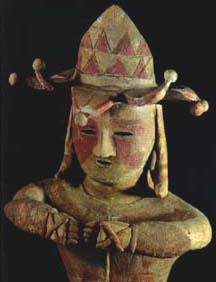
En tatuerad Haniwastaty, 5:e-6:e århundradet, Kamiyasakugrav, Fukushima.

Det första Wuriket enades av Taibo under vår- och höstperioden. Från början sågs det som en barbarstat, men invånarna i Wuriket blev siniserade under de stridande staterna. Vid ambassadörsbesök i Japan av de senare norra kinesiska dynastierna Wei och Jin noterade att Wōfolket i Japan sade sig vara ättlingar till "den store greven" (Tàibó) från kungariket Wu. Man har också kunnat påvisa att antikens japaner hade liknande livsstil och seder som de försiniserade invånarna i kungariket Wu, inklusive tatueringarna, det rituella utdragandet av tänder och bärandet av småbarn på ryggen. Den japanska traditionen att äta rå fisk är vanlig i Wuregionen i Jiangsu och Zhejiang. Tatueringsexempel har hittats på Haniwastatyer med röd färg på händer och ansikte. Dock kan det japanska språket inte kopplas samman med vare sig Wudialekten eller något annat kinesiskt språk.